# فول سوداني (جنس)
فول سوداني أو فستق العبيد أو أراكيس (الاسم العلمي: Arachis)، جنس نباتات حولية دائمة الخضرة من فصيلة البقولية. تضم حوالي 70 نوعًا، أعطانها الأصلية في أمريكا الجنوبية.